# 道の駅喜多の郷
道の駅喜多の郷（みちのえき きたのさと）は、福島県喜多方市にある国道121号の道の駅。愛称はふれあいパーク喜多の里。

## 施設
- 駐車場
  - 普通車：95台
  - 大型車：10台
  - 身障者用：2台
- トイレ（いずれも24時間利用可能）
  - 男：大 3器、小 8器
  - 女：8器
  - 身障者用：2器
- 公衆電話：1台
- 案内所
- レストラン「ふるさと亭」（10:00 - 18:00 7・8月 19:00）
- 物産館（9:00 - 18:00 7・8月 19:00）
- 日帰温泉施設「蔵の湯」（9:00 - 21:00 最終入館20:00）
- 情報発信施設（9:00 - 17:00）
- 蔵のまち四季彩館
- 緑地
- 散策路
- 休憩施設

## 休館日
- 年末年始
- 日帰温泉施設：第1水曜日

## アクセス
- 国道121号
  - 福島県道333号日中喜多方線

## 周辺
- 熱塩温泉